# 刘征站
刘征站是辛泰铁路的一个火车站，现为四等站。位于山东省淄博市临淄区边河乡（现金山镇）刘征村。办理货运和旅客乘降。

## 车站历史
建于1971年。